# 河内日出夫
河内 日出夫（かわち ひでお、1946年12月14日 - ）は日本のアニメーター、アニメーション監督。福岡県築上郡吉富町出身。

## 経歴
1966年にAプロダクションに入社。1975年に日本アニメーションに移籍。1978年に亜細亜堂の設立に参加。

## 代表作

### テレビ
- 「オバケのQ太郎」（1965年 - 1967年、動画）
- 「巨人の星」（1968年 - 1971年、原画）
- 「ルパン三世」（1971年 - 1972年、原画）
- 「赤胴鈴之助」（1972年 - 1973年、作画監督）
- 「侍ジャイアンツ」（1973年 - 1974年、原画）
- 「荒野の少年イサム」（1973年 - 1974年、作画監督）
- 「はじめ人間ギャートルズ」（1974年 - 1976年、原画）
- 「ガンバの冒険」（1975年、原画）
- 「まんが日本昔ばなし」（1975年 - 1994年、演出・作画）
- 「母をたずねて三千里」（1978年、原画）
- 「未来少年コナン」（1978年、原画）
- 「フーセンのドラ太郎」（1981年、作画監督）
- 「新・ど根性ガエル」（1981年 - 1982年、絵コンテ・演出・原画）
- 「二死満塁」（1982年、絵コンテ）
- 「魔法の天使クリィミーマミ」（1983年 - 1984年、総作画監督・作画監督）
- 「おねがい!サミアどん」（1985年 - 1986年、作画監督）
- 「ちびまる子ちゃん」
  - 第1期（1992年、キャラクターデザイン（第114話 - 第142話））
  - 第2期（1999年 - 2009年、絵コンテ）
- 「ちいさなおばけアッチ・コッチ・ソッチ」（1991年 - 1992年、作画監督）
- 「忍たま乱太郎」（1993年 - 、絵コンテ・演出・作画監督・監督（第2期 - 第29期）・アニメーション監修（第30期 - ））
- 「とっても!ラッキーマン」（1994年 - 1995年、原画）
- 「あずきちゃん」（1995年 - 1998年、作画監督）
- 「とっとこハム太郎」（2000年 - 2001年、作画監督・原画）
- 「凧になったお母さん」（2003年、作画監督・レイアウト）
- 「焼跡の、お菓子の木」（2006年、原画）

### 映画
- 「パンダコパンダ」 （1972年12月17日、原画）
- 「パンダコパンダ 雨ふりサーカスの巻」 （1973年3月17日、原画）
- 「ルパン三世 カリオストロの城」 （1979年12月15日、原画）
- 「がんばれ!! タブチくん!! 第2弾 激闘ペナントレース」 （1980年5月3日、絵コンテ）
- 「11ぴきのねこ」 （1980年7月19日、原画）
- 「まことちゃん」 （1980年7月26日、絵コンテ）
- 「がんばれ!! タブチくん!! 初笑い第3弾 あゝツッパリ人生」 （1980年12月13日、絵コンテ）
- 「21エモン 宇宙へいらっしゃい!」 （1981年8月1日、絵コンテ）
- 「対馬丸 —さようなら沖繩—」 （1982年10月24日、作画監督）
- 「プロ野球を10倍楽しく見る方法」 （1983年4月29日、絵コンテ・演出）
- 「未来少年コナン　特別編　巨大機ギガントの復活」 （1984年3月11日、原画）
- 「カッくんカフェ」 （1984年9月22、絵コンテ）
- 「火垂るの墓」 （1988年4月16日、原画）
- 「おねがい!サミアどん」 （1989年3月11日、作画監督）
- 「かんからさんしん」 （1989年8月4日、キャラクターデザイン・作画監督）
- 「ちびまる子ちゃん わたしの好きな歌」 （1992年12月19日、キャラクターデザイン）
- 「どんぐりの家」 （1997年、アニメーションキャラクターデザイン）

### OVA
- 「魔法の天使クリィミーマミ 永遠のワンスモア」 （1984年10月28日、作画監督）
- 「魔女でもステディ」 （1986年9月5日、作画監督）
- 「暗黒神話」 （1990年1月26日 - 1990年2月23日、作画監督）
- 「アニメ古典文学館」第5巻 「おくのほそ道」 （2004年、絵コンテ　演出）